# باتا، گینه استوایی
باتا (به لاتین: Bata, Equatorial Guinea) یک شهر بندری در استان Litoral Province، یکی ازاستان‌های گینه استوایی است. این شهر بر اساس برآورد سال ۲۰۰۵ جمعیتی بالغ بر ۱۷۳٬۰۴۶ تن داشت، که بزرگ‌ترین شهر در گینه استوایی به‌شمار می‌رود. باتا در کناره اقیانوس اطلس و سواحل ریو مونی قرار دارد.
باتا قبل از مالابو، پایتخت گینه استوایی بود.

## تاریخچه و اقتصاد
باتا یکی از عمیق‌ترین بنادر کشور در منطقه است. با این وجود به عنوان یکی از بنادر مهم در غرب آفریقاست. محموله‌های اصلی صادرات اسکله این شهر شامل الوار و قهوه می‌باشند. فرودگاه باتا دارای پرواز به شهرهای مختلف از جمله مالابو و لیبرویل در گابن است.

### تاریخ اخیر
پس از شورش‌های ضد اسپانیایی از سال ۱۹۶۸ جمعیت اروپایی‌های باتا کاهش یافته‌است و در ۱۹۷۰ و اوایل ۱۹۸۰ رکود شدید اقتصادی در شهر ایجاد شد. اخیراً از سال ۱۹۸۰ و ۱۹۹۰ تاکنون صادرات نفتی افزایش یافته و سبب توسعه این شهر شده‌است.

## آب و هوا
بتا مانند بسیاری از گینه استوایی دارای آب و هوای گرمسیری موسمی (سامانه طبقه‌بندی اقلیمی کوپن). ای منطقه به عنوان منطقه همگرایی درون‌گرمسیری است
| داده‌های اقلیم Bata (1956–1965)    | داده‌های اقلیم Bata (1956–1965) | داده‌های اقلیم Bata (1956–1965) | داده‌های اقلیم Bata (1956–1965) | داده‌های اقلیم Bata (1956–1965) | داده‌های اقلیم Bata (1956–1965) | داده‌های اقلیم Bata (1956–1965) | داده‌های اقلیم Bata (1956–1965) | داده‌های اقلیم Bata (1956–1965) | داده‌های اقلیم Bata (1956–1965) | داده‌های اقلیم Bata (1956–1965) | داده‌های اقلیم Bata (1956–1965) | داده‌های اقلیم Bata (1956–1965) | داده‌های اقلیم Bata (1956–1965) |
| ماه                               | ژانویه                         | فوریه                          | مارس                           | آوریل                          | مه                             | ژوئن                           | ژوئیه                          | اوت                            | سپتامبر                        | اکتبر                          | نوامبر                         | دسامبر                         | سال                            |
| --------------------------------- | ------------------------------ | ------------------------------ | ------------------------------ | ------------------------------ | ------------------------------ | ------------------------------ | ------------------------------ | ------------------------------ | ------------------------------ | ------------------------------ | ------------------------------ | ------------------------------ | ------------------------------ |
| سابقهٔ بیش‌ترین °C (°F)             | ۳۳٫۵ (۹۲)                      | ۳۵٫۶ (۹۶)                      | ۳۴٫۱ (۹۳)                      | ۳۴٫۱ (۹۳)                      | ۳۳٫۲ (۹۲)                      | ۳۲٫۸ (۹۱)                      | ۳۱٫۸ (۸۹)                      | ۳۱٫۵ (۸۹)                      | ۳۲٫۵ (۹۱)                      | ۳۲٫۰ (۹۰)                      | ۳۲٫۴ (۹۰)                      | ۳۳٫۰ (۹۱)                      | ۳۵٫۶ (۹۶)                      |
| میانگین بیش‌ترین °C (°F)           | ۳۰٫۵ (۸۷)                      | ۳۱٫۱ (۸۸)                      | ۳۱٫۳ (۸۸)                      | ۳۱٫۰ (۸۸)                      | ۳۰٫۷ (۸۷)                      | ۲۹٫۷ (۸۵)                      | ۲۸٫۸ (۸۴)                      | ۲۸٫۹ (۸۴)                      | ۲۹٫۱ (۸۴)                      | ۲۹٫۱ (۸۴)                      | ۲۹٫۶ (۸۵)                      | ۳۰٫۱ (۸۶)                      | ۲۹٫۹۹ (۸۵٫۸)                   |
| میانگین روزانه °C (°F)            | ۲۵٫۶ (۷۸)                      | ۲۵٫۸ (۷۸)                      | ۲۵٫۷ (۷۸)                      | ۲۵٫۶ (۷۸)                      | ۲۵٫۶ (۷۸)                      | ۲۵٫۰ (۷۷)                      | ۲۴٫۱ (۷۵)                      | ۲۴٫۲ (۷۶)                      | ۲۴٫۶ (۷۶)                      | ۲۴٫۸ (۷۷)                      | ۲۵٫۲ (۷۷)                      | ۲۵٫۰ (۷۷)                      | ۲۵٫۱ (۷۷٫۱)                    |
| میانگین کم‌ترین °C (°F)            | ۲۰٫۷ (۶۹)                      | ۲۰٫۴ (۶۹)                      | ۲۰٫۱ (۶۸)                      | ۲۰٫۱ (۶۸)                      | ۲۰٫۶ (۶۹)                      | ۲۰٫۲ (۶۸)                      | ۱۹٫۴ (۶۷)                      | ۱۹٫۶ (۶۷)                      | ۲۰٫۰ (۶۸)                      | ۲۰٫۵ (۶۹)                      | ۲۰٫۸ (۶۹)                      | ۲۰٫۰ (۶۸)                      | ۲۰٫۲ (۶۸٫۳)                    |
| سابقهٔ کم‌ترین °C (°F)              | ۱۵٫۳ (۶۰)                      | ۱۳٫۷ (۵۷)                      | ۱۴٫۵ (۵۸)                      | ۱۲٫۵ (۵۵)                      | ۱۲٫۵ (۵۵)                      | ۱۵٫۵ (۶۰)                      | ۱۲٫۵ (۵۵)                      | ۱۴٫۲ (۵۸)                      | ۱۵٫۶ (۶۰)                      | ۱۵٫۵ (۶۰)                      | ۱۴٫۵ (۵۸)                      | ۱۴٫۵ (۵۸)                      | ۱۲٫۵ (۵۵)                      |
| بارندگی میلی‌متر (اینچ)            | ۱۱۶ (۴٫۵۷)                     | ۱۰۲ (۴٫۰۲)                     | ۲۰۵ (۸٫۰۷)                     | ۲۹۲ (۱۱٫۵)                     | ۲۸۵ (۱۱٫۲۲)                    | ۹۰ (۳٫۵۴)                      | ۲۵ (۰٫۹۸)                      | ۲۶ (۱٫۰۲)                      | ۲۲۱ (۸٫۷)                      | ۴۵۷ (۱۷٫۹۹)                    | ۳۰۶ (۱۲٫۰۵)                    | ۱۰۹ (۴٫۲۹)                     | ۲٬۲۳۴ (۸۷٫۹۵)                  |
| میانگین روزهای بارانی (≥ ۰.۱ mm)  | ۹                              | ۸                              | ۱۴                             | ۱۶                             | ۱۷                             | ۷                              | ۳                              | ۵                              | ۱۶                             | ۲۴                             | ۱۸                             | ۱۰                             | ۱۴۷                            |
| میانگین روزانه ساعت‌های تابش آفتاب | ۲۰۱٫۵                          | ۱۹۲٫۱                          | ۱۷۳٫۶                          | ۱۷۷٫۰                          | ۱۸۹٫۱                          | ۱۴۷٫۰                          | ۱۴۲٫۶                          | ۱۴۲٫۶                          | ۱۱۴٫۰                          | ۱۱۴٫۷                          | ۱۴۱٫۰                          | ۱۸۶٫۰                          | ۱٬۹۲۱٫۲                        |
| میانگین روزانه ساعت‌های تابش آفتاب | ۶٫۵                            | ۶٫۸                            | ۵٫۶                            | ۵٫۹                            | ۶٫۱                            | ۴٫۹                            | ۴٫۶                            | ۴٫۶                            | ۳٫۸                            | ۳٫۷                            | ۴٫۷                            | ۶٫۰                            | ۵٫۲۷                           |
| [ نیازمند منبع ]                  |                                |                                |                                |                                |                                |                                |                                |                                |                                |                                |                                |                                |                                |

## خصوصیات
باتا، براساس آخرین برآورد در سال ۲۰۱۲، ۲۵۰٬۷۷۰ نفر جمعیت دارد و ۵ متر بالاتر از سطح دریا واقع شده‌است.

## حمل و نقل
فرودگاه باتا در شمال شهر واقع شده‌است.